# Église Sainte-Sophie de Trébizonde

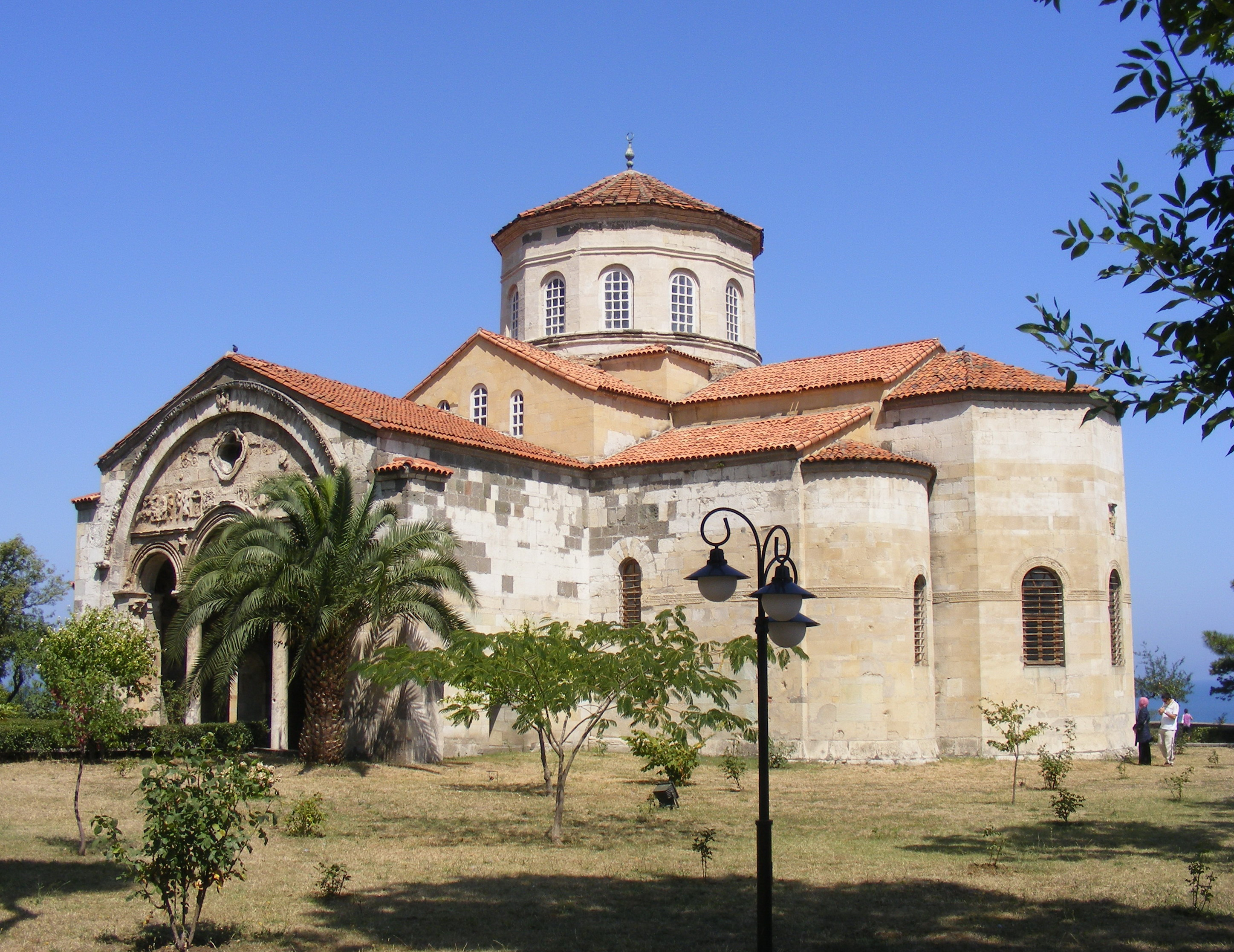
Musée « Ayasofya » de Trébizonde, ancienne basilique Sainte-Sophie de Trébizonde.

L'église byzantine Sainte-Sophie de Trébizonde, aujourd'hui convertie en musée, est particulièrement remarquable pour ses chapiteaux. Cette église fut construite pendant le règne de Manuel Ier de Trébizonde (1238-1263).
Trébizonde fut conquise par le sultan ottoman Mehmed II en 1461, et l'église fut transformée en mosquée sous le règne du sultan Mourad III en 1584. En 1964, le gouvernement turc en fit un musée, à l'instar de la basilique homonyme d'Istanbul, malgré les protestations des intégristes islamistes. Cependant le 5 juillet 2013, ces derniers gagnèrent un procès au détriment des historiens de l'art et l'édifice fut rendu au culte musulman : un tapis a recouvert toutes les mosaïques du sol et des volets et des tentures ont été placés pour cacher le dôme central où se trouve une peinture de la Sainte-Trinité. Toutefois de nombreux érudits et laïcs turcs locaux se sont insurgés contre cette décision en faisant circuler des pétitions, l'Union des architectes de Trébizonde décida d'intenter un procès contre le Ministère des affaires religieuses, ils gagnèrent en novembre de la même année, un juge local ayant statué du maintien en musée de l'édifice.

## Une architecture remarquable
L'ancienne église Sainte-Sophie est un exemple important d'architecture byzantine tardive, caractérisée par un dôme central élevé reposant sur quatre arches portées par des colonnes massives. Le sol sous le dôme est recouvert d'une mosaïque opus sectile composées de tesselles multicolores. Bien que construite sur la base d'un carré, l'église revêt à l'extérieur la forme d'une croix en raison de ses porches nord et sud proéminents. Elle mesure 22 mètres de long sur 11,6 mètres de large et 12,7 mètres de haut. Son clocher de 40 mètres de haut est détaché du corps du bâtiment et se trouve à 24 mètres à l'ouest de l'église : il fut construit en 1427.
Les enduits de chaux qui recouvraient les murs de l'église depuis le XVIe siècle furent enlevés de 1958 à 1964 par des experts de l'Université d'Édimbourg et du General Directorate of Foundations afin de dégager et restaurer les fresques du XIIIe siècle. Elles illustrent pour la plupart des scènes du Nouveau Testament. Quant aux sculptures extérieures et ornements, ils empruntent aux traditions locales des églises arméniennes et géorgiennes. Le clocher contient également des fresques. En cette occasion les deux édifices furent assainis et les murs consolidés.

## Galerie

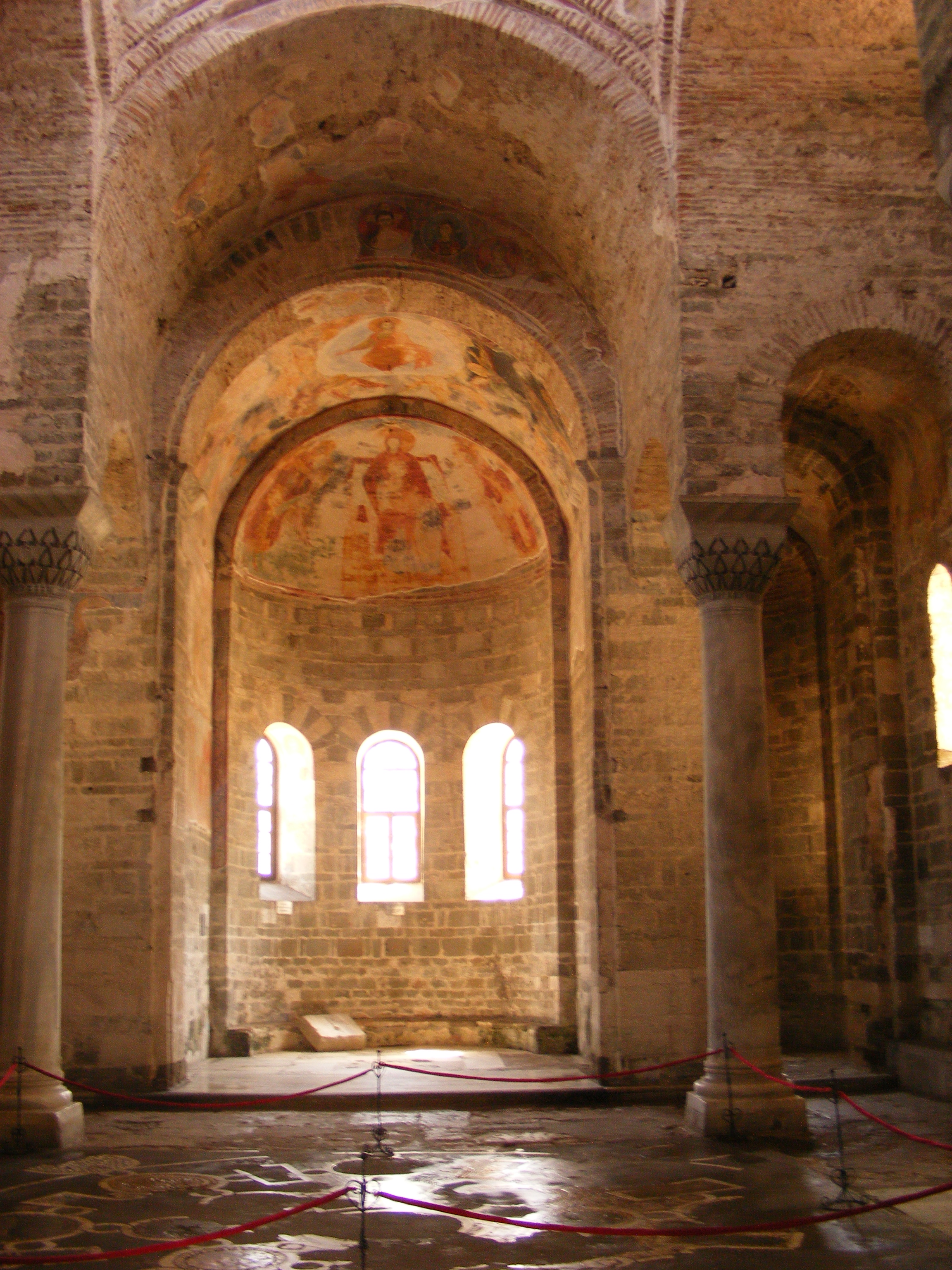
Le chœur
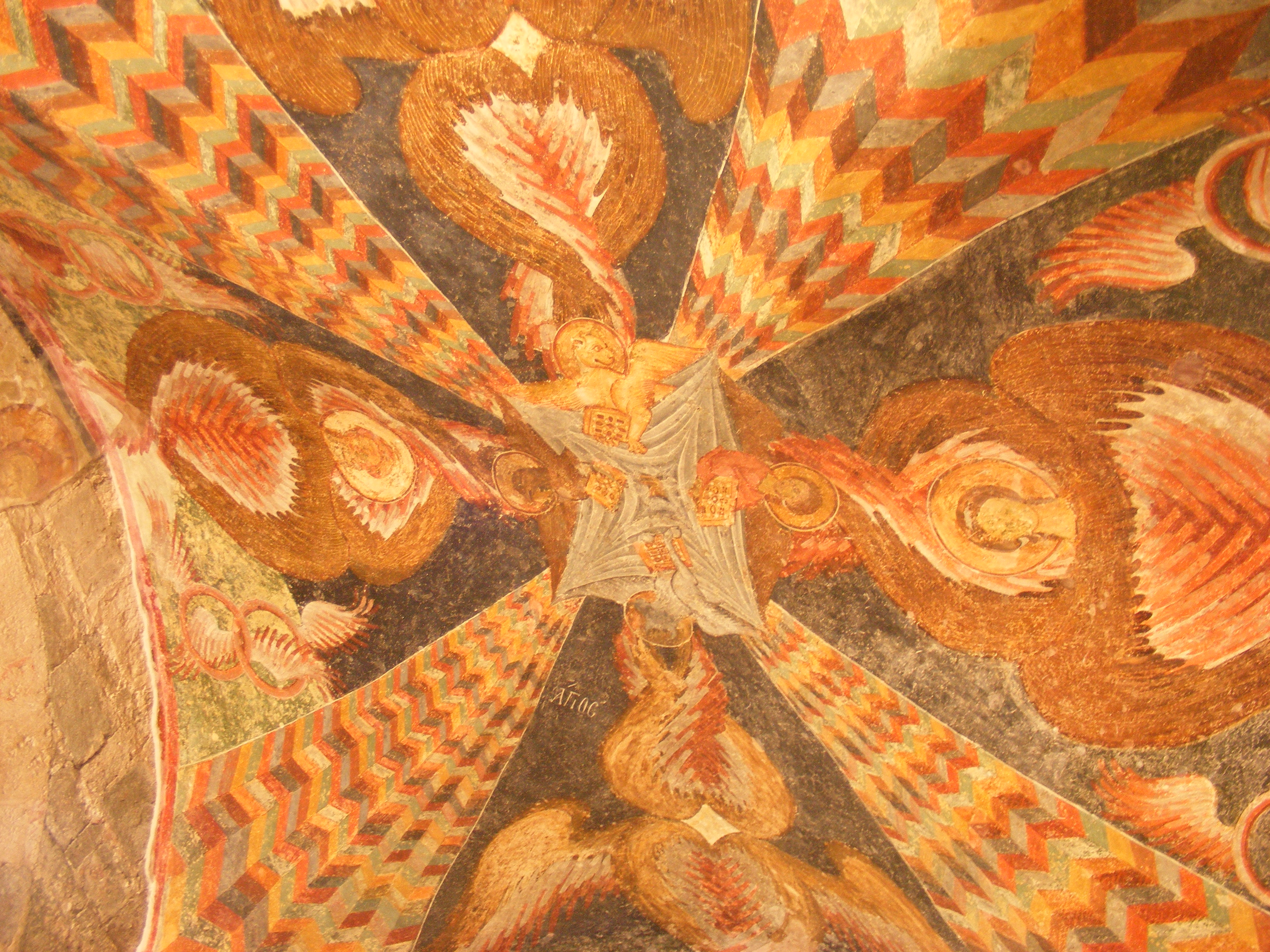
Fresques
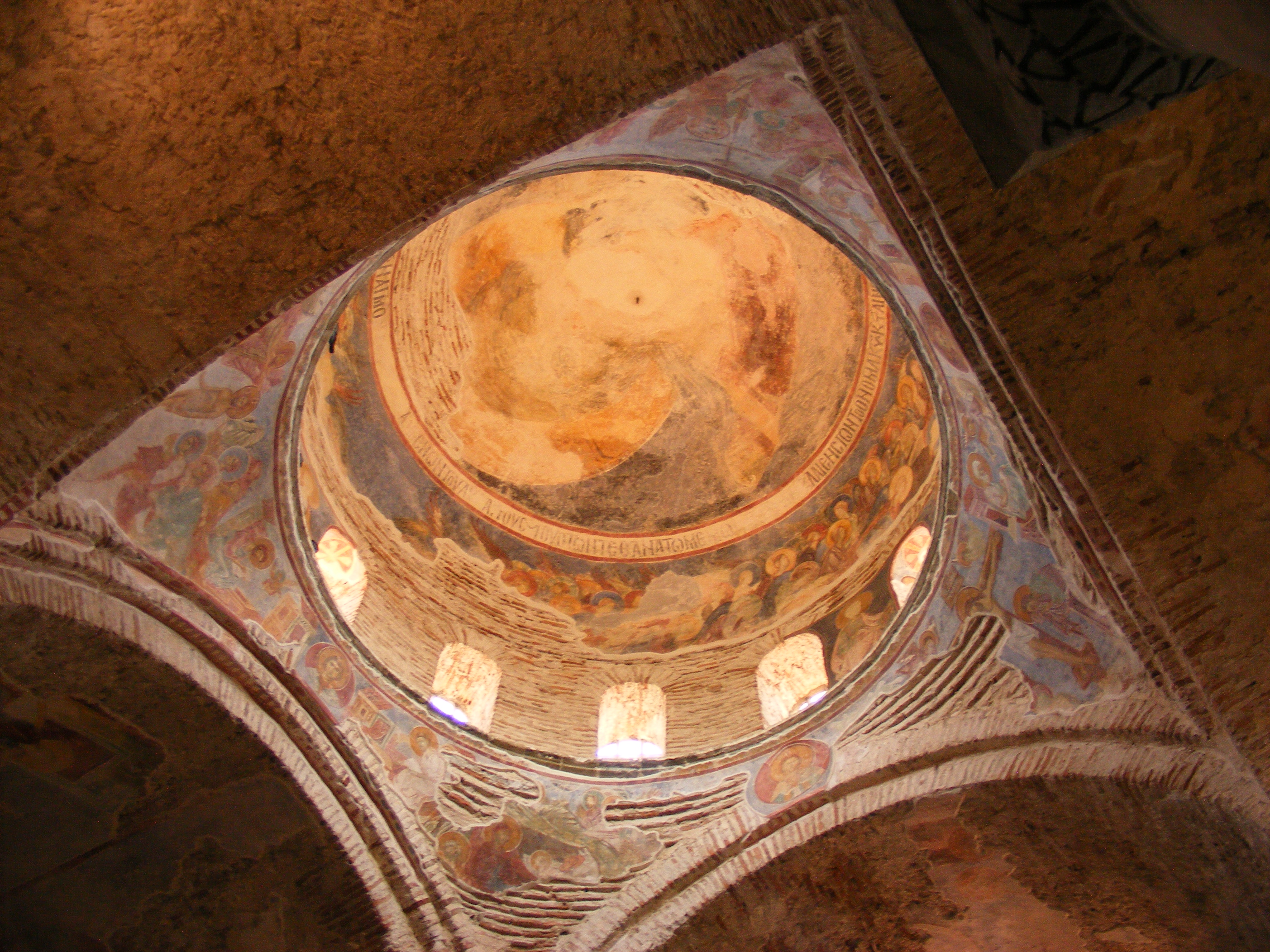
Le dôme
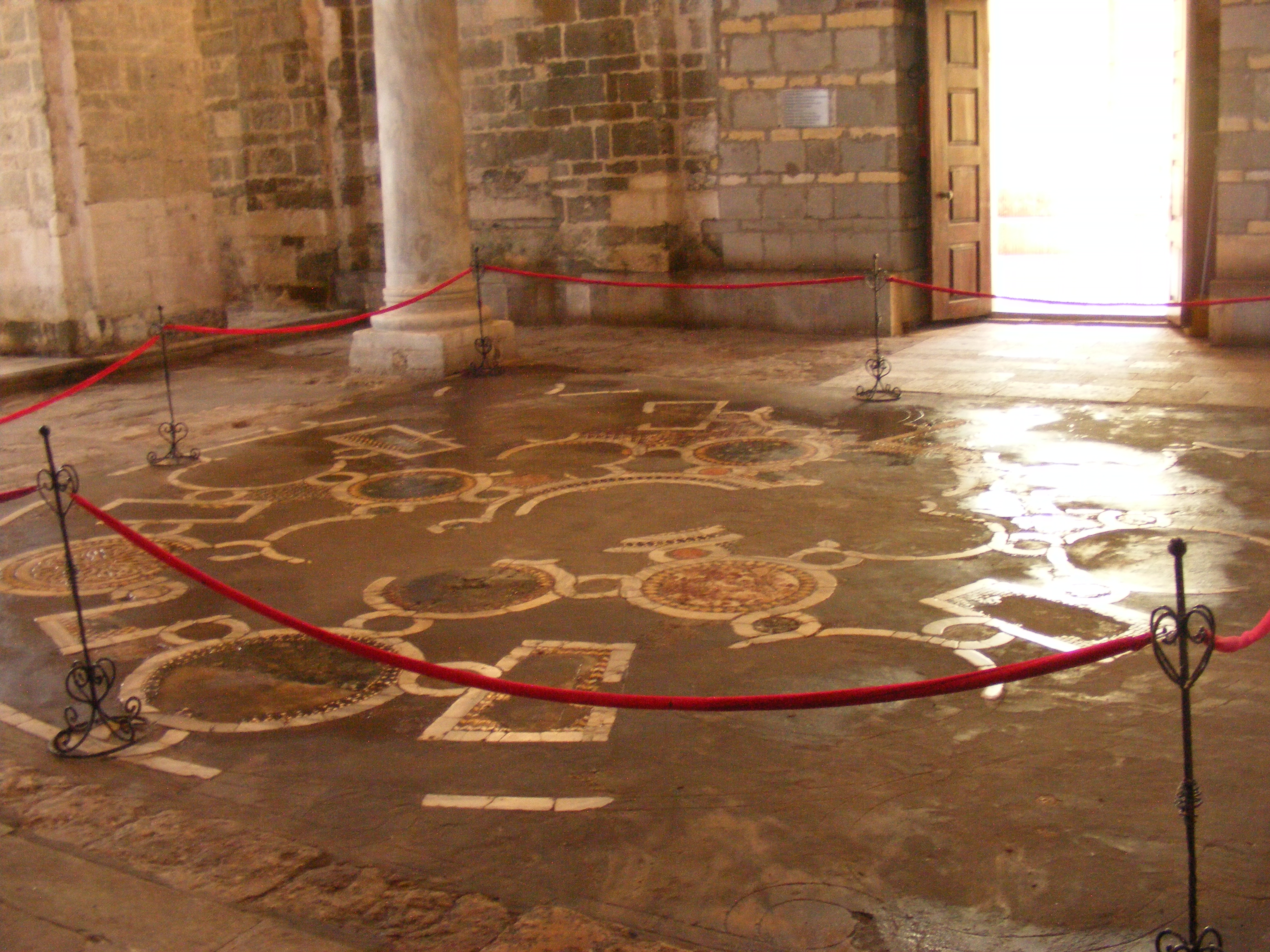
Les mosaïques du sol
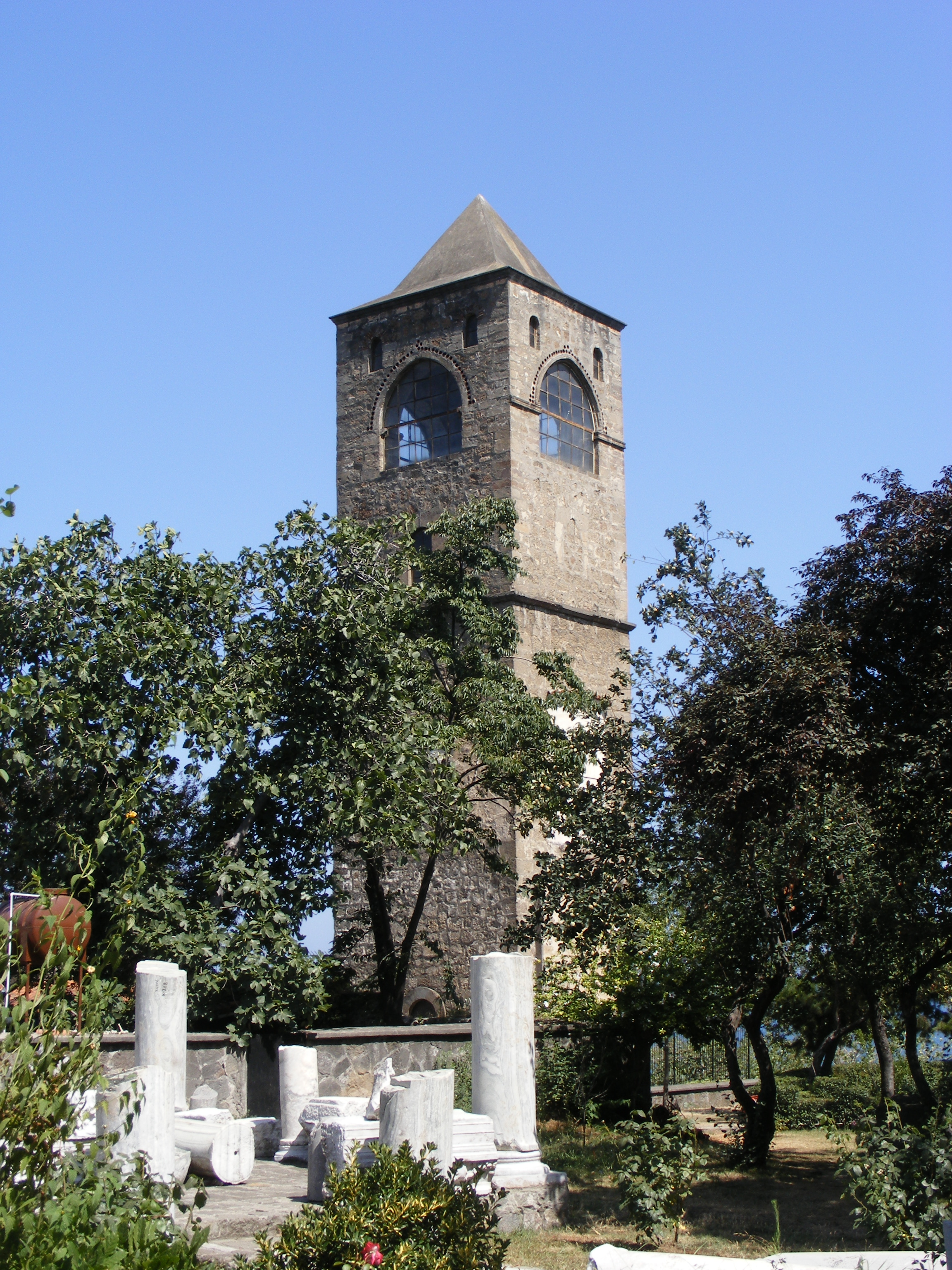
Le clocher